# Alichan Aslanowitsch Schawajew
Alichan Aslanowitsch Schawajew (russisch Алихан Асланович Шаваев; * 5. Januar 1993 in Naltschik) ist ein russischer Fußballspieler.

## Karriere
Schawajew begann seine Karriere bei Spartak Naltschik. Im Juli 2011 spielte er im Cup erstmals für die Profis von Spartak. Nachdem diese am Ende der Saison 2011/12 in die Perwenstwo FNL abgestiegen waren, gab er im August 2012 sein Zweitligadebüt. In der Saison 2012/13 kam er zu fünf Einsätzen in der FNL. In der Saison 2013/14 machte er 27 Zweitligaspiele, in denen er viermal traf. Nach der Saison 2013/14 wurde Naltschik aus der zweiten Liga ausgeschlossen.
Daraufhin wechselte Schawajew zur Saison 2014/15 zum Erstligisten Amkar Perm. Im August 2014 debütierte er dann gegen Zenit St. Petersburg in der Premjer-Liga. In seiner ersten Erstligaspielzeit machte der Mittelfeldspieler fünf Partien. In der Saison 2015/16 kam er zu 17 Einsätzen. In der Saison 2016/17 spielte er fünfmal für Perm. In der Saison 2017/18 machte er wieder fünf Saisonspiele, Amkar stellte nach Saisonende den Spielbetrieb ein.
Schawajew schloss sich anschließend zur Saison 2018/19 dem Zweitligisten Baltika Kaliningrad an. Für Baltika kam er in der Saison 2018/19 zu 27 Zweitligaeinsätzen. In der Saison 2019/20 kam er bis zum COVID-bedingten Saisonabbruch zu 22 Einsätzen. In der Saison 2020/21 absolvierte er 39 Saisonspiele. Zur Saison 2021/22 wechselte er innerhalb der Liga zum FK Fakel Woronesch. Für Fakel kam er zu 21 Einsätzen in der FNL, mit dem Klub stieg er zu Saisonende in die Premjer-Liga auf. Nach neun Einsätzen im Oberhaus wurde sein Vertrag im Dezember 2022 aufgelöst.
Im Februar 2023 wechselte er daraufhin zum Drittligisten Rotor Wolgograd.